# Організація міст всесвітньої спадщини
Організація міст всесвітньої спадщини (ОМВС) — міжнародна неприбуткова, неурядова асоціація 250 міст, у яких розташовані пам'ятки Світової спадщини ЮНЕСКО. Організація була заснована 1993 року в місті Фес (Марокко) під час Другого міжнародного симпозіуму міст всесвітньої спадщини. Штаб-квартира Організації розташована в місті Квебек, провінція Квебек, Канада.

## Генеральна асамблея
З моменту створення Організації що два роки проводиться Генеральна асамблея. Від 1995 року такі форуми проводились у різних містах та за різною тематикою:
- 1995 Берген (Норвегія): Зв'язки між містами всесвітньої спадщини
- 1997 Евора (Португалія): Туризм і всесвітня спадщина — виклики та можливості
- 1999 Сантьяго-де-Компостела (Іспанія): Інновації та управління містами всесвітньої спадщини
- 2001 Пуебло (Мексика): Заходи щодо запобігання стихійним лихам та захист об'єктів всесвітньої спадщини у разі їх виникнення
- 2003 Родос (Греція)
- 2005 Куско (Перу): Спадщина людства, спадщина з людством
- 2007 Казань (Росія): Спадщина та економіка
- 2009 Кіто (Еквадор): Активізація історичних центрів: як залучити всіх соціальних діячів?
- 2011 Сінтра (Португалія): Міста всесвітньої спадщини та зміни клімату
- 2013 Оахака-де-Хуарес (Мексика): Міста спадщини — сталі міста
- 2015 Арекіпа (Перу): Міста спадщини — гнучкі міста
- 2017 Ахмедабад (Індія): Міста спадщини
- 2017 Асмера (Еритрея): Міста спадщини — найсучасніші міста Африки

## Цілі
Під час заснування організації 1993 року міста-члени визначили цілі та завдання, що їх має виконувати Організація в подальшому. На четвертій Генеральній асамблеї Організація підтвердила асоціацію з ЮНЕСКО та їхні спільні зусилля щодо збереження світової спадщини.
Організація має на меті реалізацію положень Конвенції про охорону всесвітньої спадщини, прийнятої ще 1972 року. Вона заохочує співпрацю та обмін інформацією між містами-учасниками на регіональному та міжнародному рівні. ОМВС тісно співпрацює з іншими організаціями, що мають подібні цілі, а також заохочує ініціативи, спрямовані на підтримку міст, які розташовані в державах, що розвиваються.

## Рада директорів
Хосе Санчес Бугалло (* 1954) — мер міста Сантьяго-де-Компостела, Галісія, Іспанія.

## Міста-учасники

### Африка
- Агадес ()
- Асмера ()
- Ґран-Басам ()
- Дакар ()
- Дженне ()
- Занзібар ()
- Консо ()
- Ламу ()
- Мозамбік ()
- Момбаса ()
- Сен-Луї ()
- Сідаде-Велья ()
- Тімбукту ()
- Харер ()

### Арабські держави
- Алеппо ()
- Алжир ()
- Басра ()
- Гадам ()
- Гардая ()
- Дамаск ()
- Ес-Сувейра ()
- Забід ()
- Каїр ()
- Кайруан ()
- Мазарґан ()
- Марракеш ()
- Мекнес ()
- Сана ()
- Сус ()
- Тетуан ()
- Туніс ()
- Фес ()
- Шибам ()
- Шинґетті ()

### Азія та Океанія
- Акко ()
- Андон ()
- Анурадхапура ()
- Макао ()
- Ардебіль ()
- Ахмедабад ()
- Бактапур ()
- Бам ()
- Бухара ()
- Віган ()
- Ґалле ()
- Денпасар ()
- Джорджтаун ()
- Єрусалим ()
- Канді ()
- Катманду ()
- Кванджу ()
- Кесон ()
- Кіото ()
- Кочхан ()
- Кьонджу ()
- Лалітпур ()
- Левука ()
- Ліцзян ()
- Луанґпхабанґ ()
- Малакка ()
- Міагао ()
- Нара ()
- Піньяо ()
- Самарканд ()
- Сіракава та Ґокаяма ()
- Суракарта ()
- Тебриз ()
- Тель-Авів ()
- Хапчхон ()
- Хвасун ()
- Хіва ()
- Хоян ()
- Хюе ()
- Ченде ()
- Шахрисабз ()

### Європа
- Авіньйон ()
- Авіла ()
- Альбі ()
- Алькала-де-Енарес ()
- Амстердам ()
- Ангра-ду-Ероїшму ()
- Аранхуес ()
- Ассізі ()
- Баеса ()
- Баку ()
- Бамберг ()
- Банська Штявниця ()
- Бардіїв ()
- Бат ()
- Бемстер ()
- Берат ()
- Берген ()
- Берлін ()
- Б'єртан ()
- Бордо ()
- Бремен ()
- Брюгге ()
- Брюссель ()
- Будапешт ()
- Валлетта ()
- Варшава ()
- Ватикан ()
- Веймар ()
- Великий Новгород ()
- Венеція ()
- Верона ()
- Відень ()
- Вільнюс ()
- Вісбю ()
- Вісмар ()
- Віченца ()
- Гавр ()
- Гальштат ()
- Генуя ()
- Гімарайнш ()
- Гірокастра ()
- Голасовіце ()
- Гослар ()
- Гранада ()
- Грац ()
- Дербент ()
- Дубровник ()
- Евора ()
- Еджміатсін ()
- Единбург ()
- Елваш ()
- Єреван ()
- Зальцбург ()
- Замостя ()
- Ібіца ()
- Казань ()
- Кальтаджіроне ()
- Капріате-Сан-Джервазіо ()
- Каркассонн ()
- Карлскруна ()
- Касерес ()
- Катанія ()
- Кведлінбург ()
- Керкіра ()
- Коїмбра ()
- Конья ()
- Кордова ()
- Котор ()
- Краків ()
- Куенка ()
- Кутна Гора ()
- Ла Шо-де-Фон ()
- Ле-Локль ()
- Ліверпуль ()
- Ліон ()
- Львів ()
- Любеч ()
- Люксембург ()
- Мантуя ()
- Матера ()
- Мерида ()
- Мілітелло-ін-Валь-ді-Катанія ()
- Модена ()
- Модіка ()
- Мон-Сен-Мішель ()
- Москва ()
- Мостар ()
- Нансі ()
- Неаполь ()
- Несебир ()
- Ното ()
- Ов'єдо ()
- Охрид ()
- Палаццоло-Акреїде ()
- Париж ()
- Патмос ()
- П'єнца ()
- Порту ()
- Потсдам ()
- Прага ()
- Прованс ()
- Рагуза ()
- Раума ()
- Регенсбург ()
- Рига ()
- Рим ()
- Родос ()
- Роттердам ()
- Рьорус ()
- Саббйонета ()
- Саламанка ()
- Сан-Джиміньяно ()
- Сан-Кристобаль-де-ла-Лагуна ()
- Санкт-Петербург ()
- Сан-Марино ()
- Сантьяго-де-Компостела ()
- Сафранболу ()
- Сеговія ()
- Сиракузи ()
- Сігішоара ()
- Сієна ()
- Сінтра ()
- Спліт ()
- Стамбул ()
- Стокгольм ()
- Страсбург ()
- Суздаль ()
- Таллінн ()
- Таррагона ()
- Телфорд ()
- Тельч ()
- Толедо ()
- Торунь ()
- Трогір ()
- Тршебич ()
- Убеда ()
- Урбіно ()
- Феррара ()
- Флоренція ()
- Чеський Крумлов ()
- Шиклі ()
- Штральзунд ()
- Ярославль ()

### Америка
- Антигуа-Гватемала ()
- Арекіпа ()
- Бразиліа ()
- Бриджтаун ()
- Вальпараїсо ()
- Віллемстад ()
- Гавана ()
- Гояс ()
- Гуанахуато ()
- Діамантина ()
- Камагуей ()
- Кампече ()
- Картахена ()
- Квебек ()
- Кіто ()
- Колонія-дель-Сакраменто ()
- Куенка ()
- Куско ()
- Ліма ()
- Луненбург ()
- Мехіко ()
- Морелія ()
- Оахака-де-Хуарес ()
- Олінда ()
- Ору-Прету ()
- Панама ()
- Парамарибо ()
- Потосі ()
- Пуебла ()
- Рімак ()
- Сакатекас ()
- Салвадор ()
- Сан-Міґель-де-Альєнде ()
- Санта-Ана-де-Коро ()
- Санта-Крус-де-Момпос ()
- Сан-Луїс ()
- Санто-Домінго ()
- Сантьяго-де-Керетаро ()
- Сент-Джордж ()
- Сошимілко ()
- Сукре ()
- Сьєнфуегос ()
- Тлакоталпан ()
- Тринідад ()
- Філадельфія ()